# Kappe
 For alternative betydninger, se Kappe (flertydig). (Se også artikler, som begynder med Kappe)
En kappe er et overtøj for kvinder og mænd. Den er et langt stykke stof, der bæres om halsen som en poncho. Den kan dække både bryst og ryg. En militærkappe har ærmer og ligner en overfrakke.
Kapper med hætte blev brugt i middelalderen i Europa og på Grønland og er  jævnligt vendt tilbage i modeverdenen som i det 19. århundredes Europa.  
Kapper er regntøj i militæret og politiet, fx i Frankrig. 
Kvinder bærer kåber.